# Марија и Богдан Калиновски
Мариа Маковска-Калиновска (пољ. Maria Makowska-Kalinowska; 1945 – 14. новембар 2020) и Богдан Калиновски (пољ. Bogdan Kalinowski; 1939 – 9. новембар 2017) били су брачни пар из Познања, познати као најстраственији филмски гледаоци у Пољској. Од 1973. године редовно су гледали филмове у биоскопима Познања. Само у 2010. години погледали су 563 филма. Све у свему, између 1973. и 2010. заједно су погледали преко 11.000 филмова; до средине 2015. укупан број је премашио 13.000.

## Биографија
Пар се упознао 1973. током библиотечког курса. Венчали су се 13 година касније, 1986. Обоје су већину свог живота провели радећи у школским библиотекама у Познању пре него што су отишли у пензију. Пошто је пар морао да напусти стан који су заузели, 2010. су од града Познања добили мали стан изнад биоскопа Муза. Обнова стана финансирана је јавним прикупљањем средстава и непрофитним пројекцијама разних филмова у биоскопу Муза.
Први филм који су заједно гледали био је Король, дама, валет Јежија Сколимовског у априлу 1973. године. За Марију је то био 1798. филм у каријери филмских гледалаца: први који је забележила у својој бележници била је совјетска комедија A Girl with Guitar из 1958.
Богдан је почео да води евиденцију гледаних филмова. У 2008. снимили су свој 10.000. улазак; након завршетка филма, у биоскопу је одржана мала свечаност у знак сећања на овај догађај.
Богдан је преминуо у новембру 2017. године; Марија је умрла у новембру 2020.

## Препознавање
Страст пара према филмовима била је тема бројних документарних филмова, укључујући Rekord absolutny ("Апсолутни рекорд", 1998 ) и Jeden dzień bliżej kina ("Један дан ближе биоскопу", 2002 ). Године 2006., у знак сећања на 110. годишњицу проналаска браће Лумијер, градоначелник Познања, Ришард Гробелни, послао је Калиновскис писмо честитке. Године 2008. добили су специјалну награду на Prowincjonalia филмском фестивалу. Били су почасни гости бројних пољских филмских фестивала, добијали су бесплатне улазнице за многе пољске биоскопе.